# Bogowińe
Bogowińe (mac. Боговиње) – wieś w Macedonii Północnej, licząca w 2002 roku 6 328 mieszkańców.